# Evangeljske cerkve
Evangeljske cerkve (tudi evangelijske cerkve) so širša skupina protestantskih cerkva, ki gradijo svoj verski nauk na evangeliju.
Med evangeljske cerkve v širšem pomenu uvrščamo evangeličanske cerkve.
Najbolj znana med njimi je Evangeličanska cerkev Augsburške veroizpovedi (Luteranska cerkev), ki izhaja neposredno iz protestantskega gibanja Martina Luthra v Nemčiji. 
Drugod v Evropi so se vzporedno z Luthrom pojavili drugi reformatorji, ki so imeli nekoliko drugačne ideje, zlasti znana sta Švicarja Ulrich Zwingli in Jean Calvin (ali Janez Kalvin). Cerkve, ki izhajajo iz te tradicije, imenujemo reformirane cerkve. Najbolj znane med njimi so evangeličanske cerkve helvetske veroizpovedi, imenovane tudi kalvinske cerkve. V Franciji se je izoblikovala druga skupina – evangeličanske cerkve galikanske veroizpovedi. Drugod po svetu so se izoblikovale še druge lokalne veroizpovedi.
Reformirane cerkve so se ponekod povezale z Luteransko cerkvijo. Nastale skupnosti imenujemo evangeljske združene cerkve. Skupnosti so ponekod organizirane kot združenja ločenih cerkva, drugod pa je prišlo tudi do zbližanja verskih naukov med njimi.
Druga skupina evangeljskih cerkva so krščanske skupnosti, ki so se razvile zlasti v Združenih državah Amerike v 19. in 20. stoletju in poudarjajo evangelij. V angleščini izraz evangeljske cerkve (evangelical churches, evangelicalism) pomeni predvsem te skupnosti – evangeljske Cerkve v ožjem pomenu. Mednje uvrščamo različne baptistične in metodistične skupnosti, včasih tudi binkoštnike, adventiste ipd. Te cerkve po navadi poudarjajo osebni odnos z Jezusom in osebno spreobrnjenje.